# Heiterblick
Heiterblick ist ein Stadtteil und zugleich Ortsteil im Stadtbezirk Ost von Leipzig.

## Lage
Heiterblick grenzt an die Stadtteile Paunsdorf, Thekla und Schönefeld.

## Geschichte

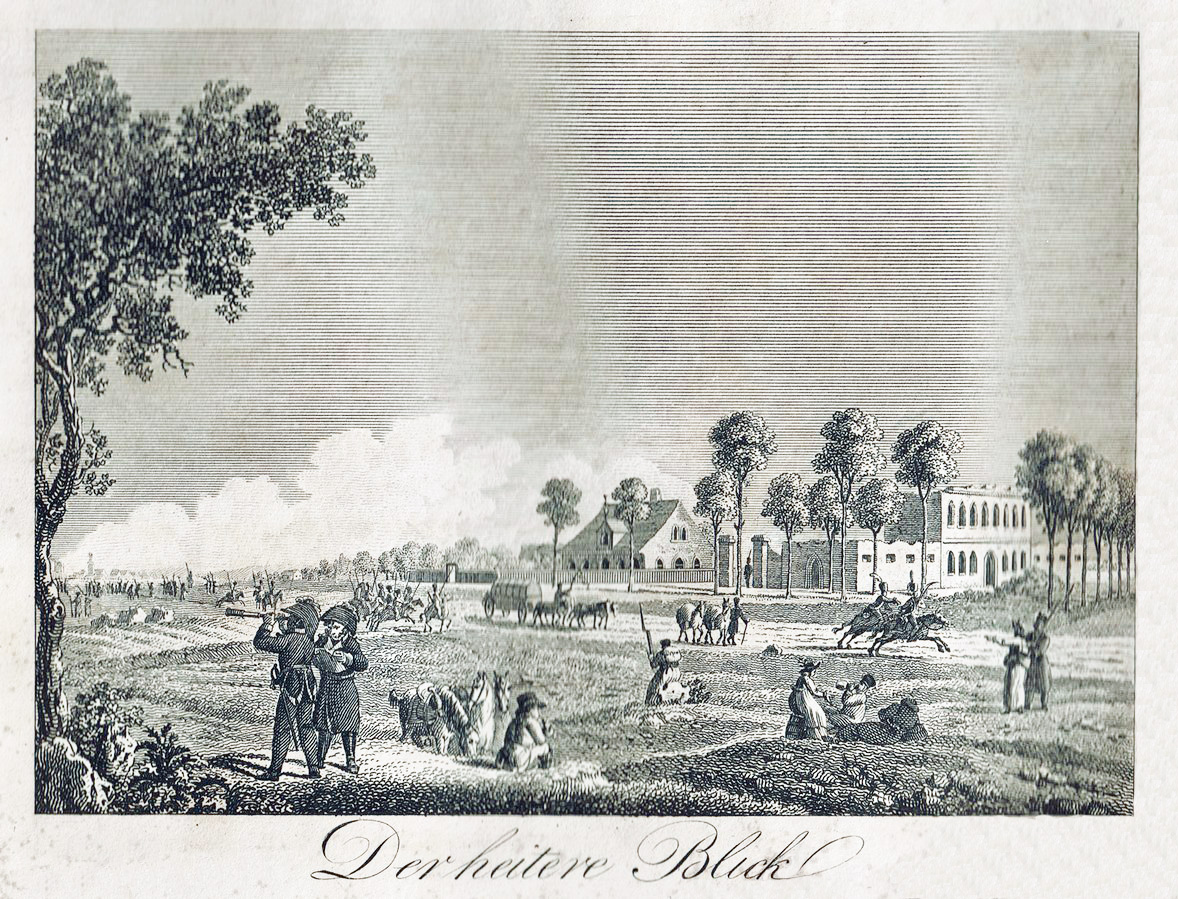
Ansicht des Vorwerks Heiterblick nach der Völkerschlacht, 1815

Der Name bezieht sich vermutlich auf eine kleine Erhebung in der Nähe, die auf alten Karten als „Berg zum Heiterblick“ oder auch „Berg zum heiteren Blick“ bezeichnet ist.
Die Nutzung des Gebietes begann um 1540, als die Herren des nahe gelegenen Rittergutes Abtnaundorf an der Landstraße nach Taucha das Vorwerk Heiterer Blick errichten ließen. Das Vorwerk wurde in den Jahren 1796 bis 1800 neu errichtet und fortan – im Unterschied zu den Gebäuden des alten Abtnaundorfer Gutes – als „Neues Haus“ bezeichnet. Nachdem das Vorwerk bei den Kämpfen der Völkerschlacht abgebrannt war, wurde es samt einer Gaststätte wieder aufgebaut und entwickelte sich zu einem beliebten Ausflugsziel vor allem für Leipziger Künstler.
1899 wurde etwa 300 Meter nordöstlich des Vorwerks, aber auf Portitzer Flur gelegen, das Erziehungsheim Heiterer Blick (auch Fregestift) eröffnet, finanziert aus einem Legat des Juristen und Universitätsprofessors Woldemar Frege, das der Stadt unterstellt wurde und bis 1993 existierte. 1888 wurde an der Bahnstrecke Leipzig–Eilenburg der Haltepunkt Heiterblick (seit 1931: Leipzig-Heiterblick) eröffnet, der damals noch auf der Flur von Thekla lag. 1927 erhielt Heiterblick Straßenbahnanschluss, als die Linie 23 nach Taucha eröffnet wurde.

Vorwerk Heiterer Blick (1891)

Heiterblick gehörte administrativ zur Gemeinde Abtnaundorf und wurde am 1. April 1930 mit dieser zusammen nach Leipzig eingemeindet.
Ab 1935 wurde bei der Aufrüstung der Wehrmacht die Kaserne Heiterblick der Luftwaffe (Flak) erbaut. Sie wurde nach 1945 bis zum Abzug Anfang der 1990er Jahre von der Sowjetarmee weitergenutzt. Die Reste wurden 2005 abgerissen.
Während bis Anfang der 1990er Jahre der ursprüngliche, hauptsächlich durch Felder und Natur geprägte Charakter des Stadtteils zum großen Teil erhalten geblieben war, bestimmen heute vor allem die Gewerbegebiete entlang der Torgauer Straße das Bild Heiterblicks, darunter das 2006 eröffnete, 75.000 m² große Amazon-Logistikzentrum.
1992 wurde in der neuen Kommunalstruktur der 88 Hektar große Stadtteil Heiterblick durch Hinzunahme von Flächen benachbarter Stadtteile zur 328 Hektar großen administrativen Einheit Ortsteil Heiterblick erweitert. Der bei weitem größte Anteil (187 Hektar) kam dabei von Paunsdorf, der unter anderem das neue Siedlungsgebiet Kiebitzmark enthält.
Erla-Maschinenwerk
Für den Bau und die Reparatur von Flugzeugen wurde 1934 die Erla-Maschinenwerk G.m.b.H. in Leipzig-Heiterblick gegründet, die bis 1945 produzierte und auch Betriebsteile in anderen Stadtteilen hatte. Vorläufer der Erla-Maschinenwerk G.m.b.H. war die 1933 gegründete „Eisen- und Flugzeugwerk Erla G.m.b.H.“ in Erla im Erzgebirge. Erla war hinsichtlich der gebauten Stückzahlen neben der Messerschmitt GmbH in Regensburg und den Wiener Neustädter Flugzeugwerken der größte Produzent des deutschen Standardjagdflugzeuges Messerschmitt Bf 109. Von 1943 bis April 1945 gab es bei den Erla Maschinenwerken Außenlager des Konzentrationslagers Buchenwald.

## Bevölkerung
| Jahr | Einwohner |
| ---- | --------- |
| 2000 | 4.026     |
| 2005 | 4.091     |
| 2010 | 3.941     |
| 2015 | 3.689     |
| 2020 | 3.662     |
| 2024 | 3.615     |

Stand: 31.12. des jeweiligen Jahres

## Politik
Bei den Wahlen zum Sächsischen Landtag gehört Heiterblick zum Wahlkreis Leipzig 2, bei Bundestagswahlen zum Bundestagswahlkreis Leipzig I (Wahlkreis 152).
Die Bundestagswahl 2021 führte bei einer Wahlbeteiligung von 80,5 % zu folgendem Zweitstimmenergebnis:
| Partei                | Heiterblick | Stadt Leipzig |
| --------------------- | ----------- | ------------- |
| SPD                   | 28,4 %      | 20,9 %        |
| CDU                   | 20,7 %      | 14,0 %        |
| AfD                   | 18,5 %      | 13,3 %        |
| FDP                   | 11,5 %      | 10,1 %        |
| Die Linke             | 08,4 %      | 13,7 %        |
| Bündnis 90/Die Grünen | 05,5 %      | 18,5 %        |
| Sonstige              | 07,0 %      | 09,5 %        |